# 濛河分洪道
濛河分洪道是淮河左岸于安徽省阜南县西南王家坝镇以西分流洪水的河道，是古濛河改道后留给淮河的行洪通道，汇集了洪河分洪道及阜南县南部小支流来水入淮河道。1951年建濛洼蓄洪区时，对原濛河河道截弯取直，加以疏浚；1952年冬又开挖了上游洪集引河，使濛河与洪河相通，成为濛河分洪道。现濛河西起洪河口，东北流经阜南县王家坝镇北，在张家岗左纳洪河分洪道，至中岗镇左汇谷河，至黄岗镇南左汇陶子河后折东流，于颍上县南照镇西注入淮河。全长48.43公里，行洪道宽1.5～2公里，设计分洪流量2110立方米每秒。分洪道沿岸遍布古村落和故城遗址。